# 419 هـ
419 هـ هي سنة في التقويم الهجري امتدت مقابلةً في التقويم الميلادي بين سنتي 1028 و1029.

## مواليد
- أبو المعالي الجويني

## وفيات
- خيران الصقلبي
- محمد بن عمر بن الفخار